# Арашансай
Арашанса́й, Арашан (узб. Arashonsoy / Арашонсой) — горная река в Папском районе Наманганской области, Республика Узбекистан. Правый приток реки Ахангаран. Длина реки — 19 км.

## Описание

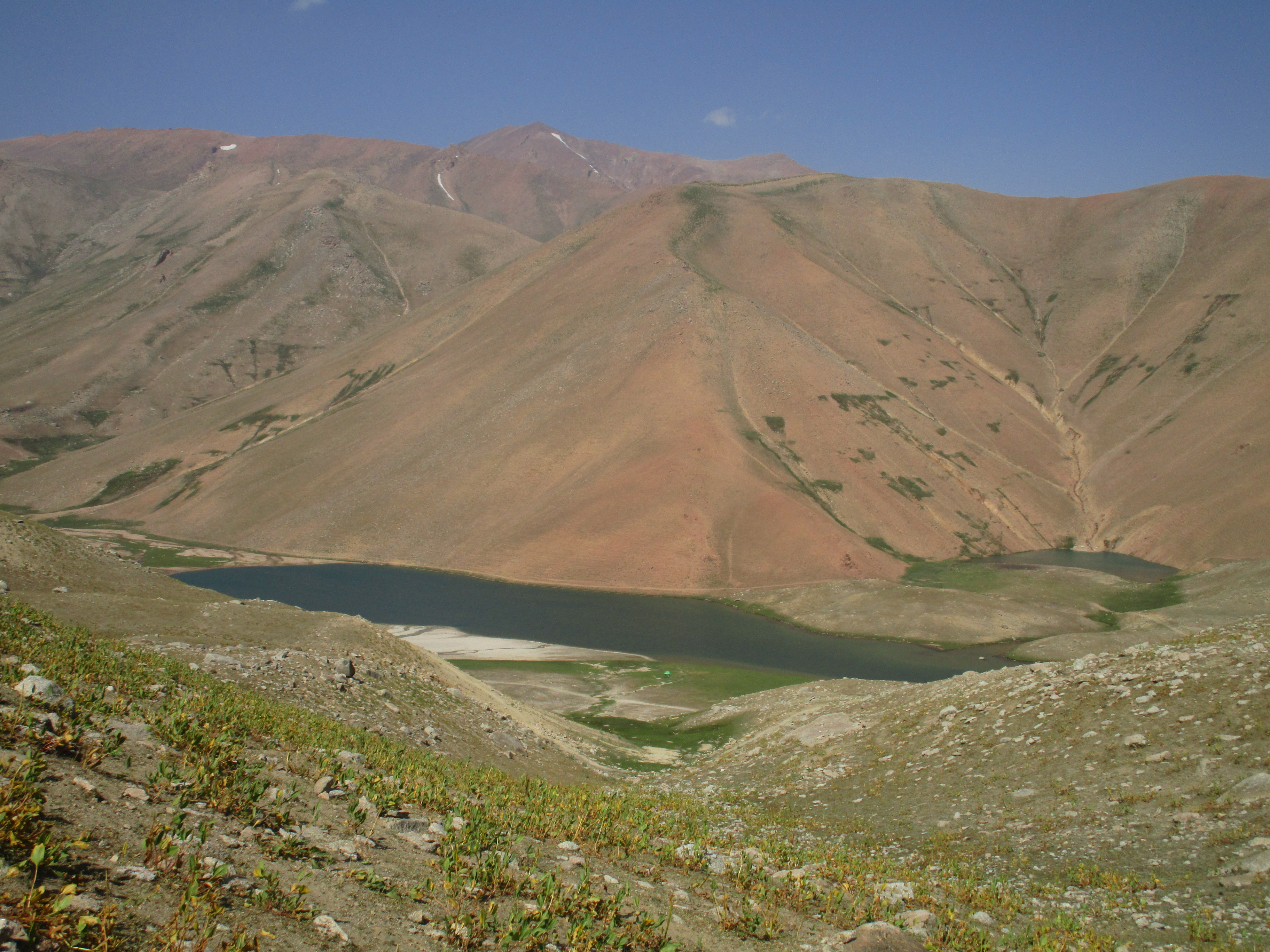
Озёра в верховьях Арашансая

Арашансай берёт начало на южных склонах Чаткальского хребта, течёт по Ангренскому плато в юго-восточном направлении. Питание снего-дождевое, на март-июль приходится 76 % годового стока. Принимает в себя 8 притоков, наиболее крупными из них являются Чингулсай, Кукджал и Шурбулаксай.

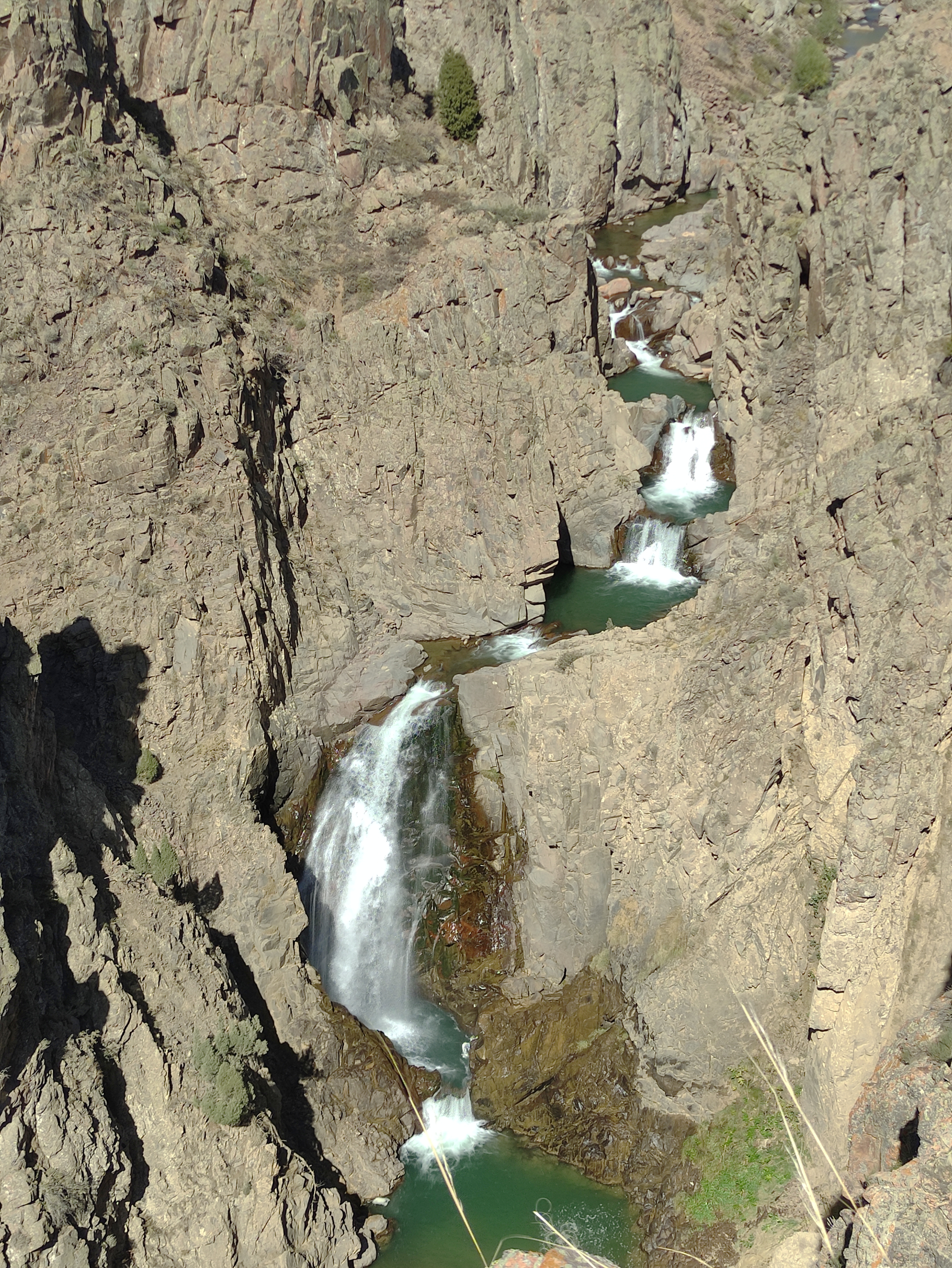
Ущелье Арашансая в нижнем течение

В верховьях Арашансая расположены Арашанские озёра, которые являются популярным объектом туризма. В среднем течении Арашансай течёт по широкой горной долине. В нижнем течении Арашансай резко сбрасывает высоту, протекая в узком ущелье с множеством водопадов.

## Этимология
Слово «арашан» в переводе с тюркского обозначает горячий минеральный источник (Национальная Энциклопедия Узбекистана возносит слово «arasan» к санскриту). В Сибири и Монголии, словом «Арасан» (арсан) называют в том числе термальные источники. В верховьях Арашансая, неподалёку от озёр располагается термальный источник (36,7 °C), который почитается местными жителями как целебный.